# Heteroscinoides nigra
Heteroscinoides nigra är en tvåvingeart som beskrevs av Cherian 1989. Heteroscinoides nigra ingår i släktet Heteroscinoides och familjen fritflugor. Inga underarter finns listade i Catalogue of Life.